# Viking Dunér
Viking Nils Saxo Dunér, född 9 december 1888 i Lund, död 16 oktober 1965 i Sollentuna, var en svensk geodet och geograf.
Viking Dunér var son till Nils Dunér. Efter studentexamen i Uppsala 1906 studerade han vid universitetet i staden och blev 1909 filosofie kandidat där. Viking Dunér var en tid föreståndare för den meteorologiska stationen i Abisko, tjänstgjorde vid Rikets allmänna kartverks geodetiska avdelning och utnämndes 1913 till statsgeodet. Han var från 1925 sekreterare i Kartografiska sällskapet och redaktör för dess publikationer samt från 1937 sekreterare i kartverkskommissionen.
Viking Dunér är begravd på Uppsala gamla kyrkogård.